# Gustav Veit
Aloys Constantin Conrad Gustav Veit (Głubczyce, 3 giugno 1824 – Deyelsdorf, 20 aprile 1903) è stato un ginecologo tedesco.

## Biografia
Era il padre del ginecologo Johann Veit (1852-1917). Nel 1848 ha conseguito il dottorato in medicina presso l'Università di Halle, e dopo il diploma è rimasto a Halle come assistente di Anton Friedrich Hohl (1789-1862) presso l'Istituto di maternità. Nel 1854 ha raggiunto la cattedra di ostetricia presso l'Università di Rostock, e nel 1864 si trasferisce a l'Università di Bonn come professore e direttore del Dipartimento di Ostetricia.
Il suo nome è associato con la cosiddetta "Manovra Mauriceau-Smellie-Veit". La manovra di parto è stata chiamata insieme agli ostetrici François Mauriceau (1637-1709) e William Smellie (1697-1763), anche se è stato descritto da Jacques Guillemeau (1550-1613) nel 1609 intitolato De l'accouchement hereux des femmes.
Tra le sue opere scritte vi era un trattato sulle malattie degli organi sessuali femminili dal titolo Krankheiten der weiblichen Geschlechtsorgane: Puerperalkrankheiten. Incluso nel libro di Rudolf Virchow, Handbuch der speciellen Pathologie und Therapie.